# Claude Lanfranca
Pierre-Claude Lanfranca (né le 15 juin 1938 à Tunis) est un homme politique et médecin français, député socialiste de la première circonscription de la Haute-Vienne de 1997 à 2002 (XIe législature).
Il est conseiller général du canton de Limoges-La Bastide de 1973 à 1985 puis du canton de Limoges-Grand-Treuil de 1985 à 1997 et premier adjoint au maire de Limoges Alain Rodet, de 1990 à 2008. Il reste conseiller municipal de Limoges, 4e vice-président de la communauté d'agglomération Limoges Métropole et président de la Société de transports en commun de Limoges Métropole jusqu'en 2014, et quitte à cette date la vie politique locale.